# A Hora da Estrela (filme)
A Hora da Estrela é um filme brasileiro de 1985, do gênero drama, o primeiro longa-metragem dirigido por Suzana Amaral. O roteiro é uma adaptação do romance homônimo de Clarice Lispector. Em novembro de 2015, o filme entrou na lista feita pela Associação Brasileira de Críticos de Cinema (Abraccine) dos 100 melhores filmes brasileiros de todos os tempos.

## Sinopse
Macabéa, uma nordestina de 19 anos, semianalfabeta, orfã de pai, mãe e da tia que a criou, vai para São Paulo ser datilógrafa. Ela vai morar numa pensão paupérrima junto com outras três mulheres e tem uma vida sem muitas emoções, pois é indiferente a elas. Conhece o nordestino Olímpico de Jesus, um operário metalúrgico, e os dois começam a namorar. Porém a relação não se sustenta e Olímpico acaba trocando Macabéa, a quem chama de “cabelo na sopa”, por Glória, colega de trabalho da ex-namorada, que, por recomendação de sua cartomante, rouba o namorado de Macabéa. Glória, então, recomenda-lhe sua cartomante, para que se sinta melhor, e Macabéa decide ir. A cartomante diz à garota que sua vida irá mudar repentinamente: seu ex-namorado a pedirá de volta, ela ganhará uma grande fortuna e se casará com um gringo lindo que se apaixonará por ela. Macabéa fica entusiasmada, mas quando sai na rua é atropelada por um Mercedes e morre.

## Elenco
- Marcélia Cartaxo como Macabéa
- José Dumont como Olímpico de Jesus
- Tamara Taxman como Glória

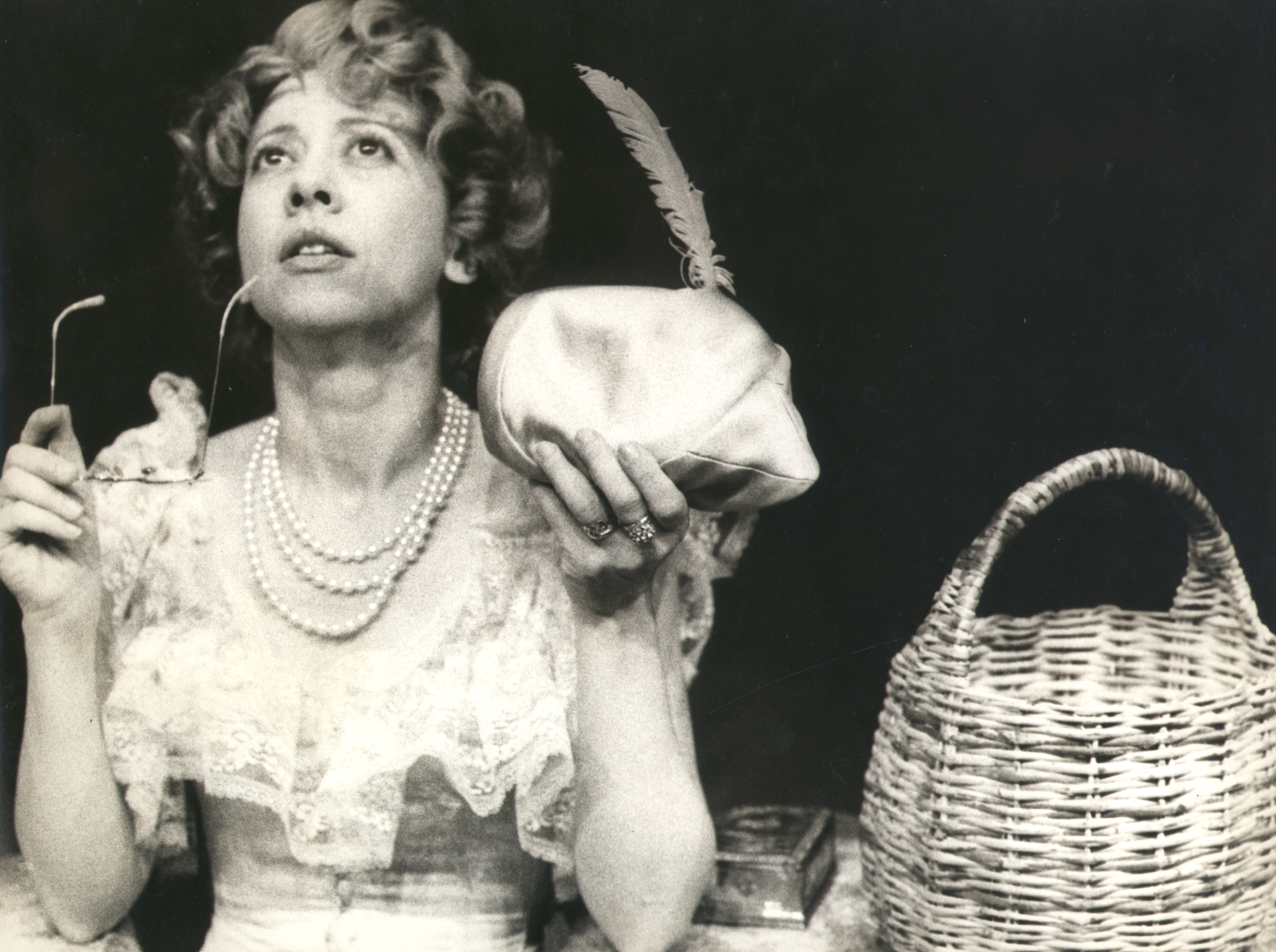
Fernanda Montenegro interpretou a madame Carlota, a cartomante

- Fernanda Montenegro como Madame Carlota
- Umberto Magnani como Raimundo
- Denoy de Oliveira como Pereira
- Maria do Carmo Soares como Maria
- Sônia Guedes como Joana
- Dirce Militello como mãe de Glória
- Marli Bortoletto como assistente de Cartola

## Produção
O filme foi realizado com financiamento da Embrafilme e produzido pelo estúdio Raiz Produções Cinematográficas. Esse é o primeiro longa-metragem dirigido pela cineasta Suzana Amaral. Trata-se de uma adaptação cinematográfica do livro de romance A Hora da Estrela, da escritora Clarice Lispector.
Para interpretar a protagonista Macabéa, Marcélia Cartaxo foi a atriz escolhida, sendo essa a sua estreia no cinema. Para compor tal personagem, Suzana Amaral optou por desenvolver a trama do filme com poucos diálogos para representar a solidão e dificuldades no dia a dia na grande cidade de São Paulo.

## Lançamento
O filme teve sua première no Festival de Cinema de Brasília em 1985, onde levou quase todos os prêmios. Em fevereiro de 1986, foi exibido no tradicional Festival Internacional de Cinema de Berlim, onde também foi premiado. 
Em 25 de abril de 1986 foi lançado comercialmente nos cinemas brasileiros. Também foi exibido nos cinemas do México e dos Estados Unidos.

## Recepção

### Repercussão e crítica
A Hora da Estrela é considerado um dos clássicos do cinema nacional.  
A Associação Brasileira de Críticos de Cinema (Abraccine) nomeou o filme como um dos 100 melhores filmes brasileiros de todos os tempos. Foi escolhido pela Embrafilme para representar o Brasil no Óscar de melhor filme estrangeiro em 1986, mas não chegou a ser indicado.
O filme é resenhado na nona coletânea de resenhas de filmes da crítica de cinema Pauline Kael, Hooked, onde ela o elogia, principalmente a atuação de Marcélia Cartaxo e escreve: "O filme chega até você, e a imagem da Macabéa de Marcélia Cartaxo é o que o faz – a terrível solidão dessa mulher em massa, esse nada de mulher que você não notaria na rua. Umberto Magnani representava todos os velhos orgulhosos e zangados que não podiam viver de suas pensões, mas ele também era – seu próprio velho teimoso. Macabéa é ela mesma em seus momentos de contentamento: sorri serenamente ao comemorar seu domingo com um passeio de metrô. É o triunfo da diretora que essa garota se afaste dela. Entorpecida como está, ela está tão viva quanto Suzana Amaral ou você ou eu, e mais misteriosamente."

### Prêmios e indicações
O filme ganhou alguns prêmios, dentre eles o Urso de Prata do Festival de Berlim realizado em 1986 na Alemanha, de 'melhor atriz' para a atriz Marcélia Cartaxo. A diretora Suzana Amaral, foi indicada ao Urso de Ouro e recebeu o 'Prêmio da crítica'. No mesmo ano participou de outro prêmio internacional, o Festival de Havana realizado em Cuba, em que Suzana Amaral ganhou o prêmio de 'melhor direção'.
No ano anterior, o filme foi o grande vencedor do Festival de Brasília de 1985, vencendo em seis categorias: 'melhor filme'; melhor edição', feita por Idê Lacreta; 'melhor fotografia', sendo o responsável Edgar Moura; 'melhor atriz' para Marcélia Cartaxo e 'melhor ator' para José Dumont.
O filme também  recebeu o 'Troféu Jangada' realizado pela Organização Católica Internacional de Cinema (OCIC).
| Ano  | Festival                                      | Categoria                     | Nomeações                    | Resultado | Ref.   |
| ---- | --------------------------------------------- | ----------------------------- | ---------------------------- | --------- | ------ |
| 1985 | Festival de Cinema de Brasília                | Melhor Filme                  | Melhor Filme                 | Venceu    | [ 15 ] |
| 1985 | Festival de Cinema de Brasília                | Melhor Diretor                | Suzana Amaral                | Venceu    | [ 15 ] |
| 1985 | Festival de Cinema de Brasília                | Melhor Atriz                  | Marcélia Cartaxo             | Venceu    | [ 15 ] |
| 1985 | Festival de Cinema de Brasília                | Melhor Ator                   | José Dumont                  | Venceu    | [ 15 ] |
| 1985 | Festival de Cinema de Brasília                | Melhor Fotografia             | Edgar Moura                  | Venceu    | [ 15 ] |
| 1985 | Festival de Cinema de Brasília                | Melhor Montagem               | Idê Lacreta                  | Venceu    | [ 15 ] |
| 1986 | Festival Internacional de Cinema de Berlim    | Urso de Ouro de Melhor Filme  | Urso de Ouro de Melhor Filme | Indicado  | [ 12 ] |
| 1986 | Festival Internacional de Cinema de Berlim    | C.I.C.A.E. Award              | Suzana Amaral                | Venceu    | [ 12 ] |
| 1986 | Festival Internacional de Cinema de Berlim    | OCIC Award                    | Suzana Amaral                | Venceu    | [ 12 ] |
| 1986 | Festival Internacional de Cinema de Berlim    | Urso de Prata de Melhor Atriz | Marcélia Cartaxo             | Venceu    | [ 12 ] |
| 1986 | Festival de Cinema Latino Americano de Havana | Melhor Filme                  | Suzana Amaral                | Venceu    | [ 14 ] |
| 1987 | Festival SESC Melhores Filmes                 | Melhor Filme (voto do júri)   | Suzana Amaral                | Venceu    |        |